# 蕃薯號衛星
蕃薯號衛星是中華民國台灣自製的皮級衛星（Pico-Sat），其體積大小，顧名思義就是和番薯的大小一樣小。

## 基本資料
- 重量：857公克
- 設計壽命：2個月
- 任務壽命：1個月
- 軌道高度：600~650公里

蕃薯號衛星分別有兩個：YamSat-1B 及 YamSat-1A
- YamSat-1B
  - 用途：備用與展示
  - 太陽能板：矽太陽能晶片
  - 電池：Panasonic P-150S

- YamSat-1A
  - 用途：飛行
  - 太陽能板：矽晶片及砷化鎵晶片
  - 電池：國產ICR18500A鋰電池

## 升空遭俄國阻礙
「蕃薯號衛星計畫」開始於2001年4月，在2002年3月也已經完成組裝與測試的工作，準備與美國、日本等國家的皮級衛星共同搭載於俄羅斯的火箭上發射升空，但在俄國政府反對下作罷，在找不到適合發射火箭情形下，終止蕃薯號衛星發射計畫。

## 外部連結
- 蕃薯號衛星計畫 （页面存档备份，存于）